# Paralastor simplex
Paralastor simplex är en stekelart som beskrevs av Perkins 1914. Paralastor simplex ingår i släktet Paralastor och familjen Eumenidae. Inga underarter finns listade i Catalogue of Life.